# Las Lesznowolski
Las Lesznowolski – wieś sołecka w Polsce położona w województwie mazowieckim, w powiecie grójeckim, w gminie Grójec.
W latach 1975–1998 miejscowość administracyjnie należała do województwa radomskiego.
We wsi znajduje się dawny przystanek kolejowy, który od 1955 do 1991 roku obsługiwał rozkładowy ruch pasażerski.